# Països Baixos al Festival de la Cançó d'Eurovisió Júnior
Països Baixos van ser un dels països fundadors que va debutar al Festival de la Cançó d'Eurovisió Júnior en 2003.
La Nederlandse Publieke Omroep, a través de l'organització AVRO, (a diferència del festival d'adults que van amb l'organització NOS i més tard amb TROS) és l'encarregada de triar el representant d'aquest país per al festival mitjançant Junior Songfestivaal. En aquest, els participants escriuen les seves pròpies cançons, les quals són enviades a l'organisme de radiodifusió encarregat d'organitzar la final nacional, on el públic tria el guanyador.
Els Països Baixos han organitzat en dues ocasions el certamen (Rotterdam 2007) i (Amsterdam 2012). Va guanyar en 2009 amb Ralf Mackenbach i la seva cançó "Click Clack", qui va obtenir la victòria en l'edició celebrada a Kíev, Ucraïna. Aquesta va ser la primera victòria d'aquest país en 35 anys després del seu últim triomf al Festival de la Cançó d'Eurovisió 1975.
Juntament amb Belarús, són els dos únics països dels 16 fundadors que han estat presents durant totes les edicions.

## Història
Els Països Baixos són un dels setze països que han debutat al Festival de la cançó d'Eurovisió 2003, que va tenir lloc el 15 de novembre de 2003 al Fòrum de Copenhaguen, Dinamarca.
L'emissora AVROTROS, abans AVRO, és responsable de l'organització de l'entrada al Festival de la Cançó d'Eurovisió júnior holandès. AVRO ha organitzat una final nacional per seleccionar l'entrada, anomenada Junior Songfestival. Els participants prèviament van escriure les seves pròpies cançons i les van enviar a l'emissora, on un jurat i el públic van decidir el guanyador. Des del 2016, els candidats fan audicions individuals i posteriorment es col·loquen en grups.
A partir del 2023, els Països Baixos han guanyat la competició una vegada: en el concurs de 2009 a Kíev, Ucraïna, Ralf Mackenbach va guanyar amb la cançó "Click Clack" amb 121 punts, superant als subcampions Rússia i Armènia per només cinc punts. Aquesta va ser la cinquena victòria dels Països Baixos en qualsevol esdeveniment d'Eurovisió, la darrera vegada va ser el Festival de la Cançó d'Eurovisió 1975.
El concurs de 2007 es va celebrar als Països Baixos, al local Ahoy de Rotterdam. El concurs de 2012 també es va celebrar als Països Baixos, aquesta vegada a Amsterdam, convertint-se en el primer país a acollir dues vegades el Festival de la Cançó d'Eurovisió Junior.

## Participació
Llegenda
| Any  | Seu         | Artista             | Cançó                    | Lloc | Punts |
| ---- | ----------- | ------------------- | ------------------------ | ---- | ----- |
| 2003 | Copenhaguen | Roel                | «Mijn_ogen_zeggen_alles» | 11   | 23    |
| 2004 | Lillehammer | Klaartje & Nicky    | «Hij is een kei»         | 11   | 27    |
| 2005 | Hasselt     | Tess                | «Stupid»                 | 7    | 82    |
| 2006 | Bucarest    | Kimberly            | «Goed»                   | 12   | 44    |
| 2007 | Rotterdam   | Lisa, Amy & Shelley | «Adem in, adem uit»      | 11   | 39    |
| 2008 | Limassol    | Marissa             | «1 dag»                  | 13   | 27    |
| 2009 | Kíev        | Ralf                | «Click clack»            | 1    | 121   |
| 2010 | Minsk       | Senna & Anna        | «My family»              | 9    | 52    |
| 2011 | Erevan      | Rachel              | «Teenager»               | 2    | 103   |
| 2012 | Amsterdam   | Femke               | «Tik tak tik»            | 7    | 69    |
| 2013 | Kíev        | Mylène & Rosanne    | «Double me»              | 8    | 59    |
| 2014 | Marsa       | Julia               | «Around»                 | 8    | 70    |
| 2015 | Sofia       | Shalissa            | «Million lights»         | 15   | 35    |
| 2016 | La Valletta | Kisses              | «Kisses and Dancin'»     | 8    | 175   |
| 2017 | Tbilisi     | Fource              | «Love Me»                | 4    | 156   |
| 2018 | Minsk       | Max & Anne          | «Samen»                  | 13   | 91    |
| 2019 | Gliwice     | Matheu              | «Dans Met Jou»           | 4    | 186   |
| 2020 | Varsòvia    | Unity               | «Best Friends»           | 4    | 132   |
| 2021 | París       | Ayana               | «Mata Sugu Aō Ne»        | 19   | 43    |
| 2022 | Erevan      | Lluna               | «La Festa»               | 7    | 128   |
| 2023 | Niça        | Sep & Jasmijn       | «Holding On To You»      | 7    | 122   |
| 2024 | Madrid      | Stay Tuned          | «Music»                  | 10   | 91    |
| 2025 | Tbilisi     |                     |                          |      |       |

## Festivals organitzats a Països Baixos
| Edició                                       | Ciutat seu | Localització        | Presentantdors                            |
| -------------------------------------------- | ---------- | ------------------- | ----------------------------------------- |
| Festival de la Cançó d'Eurovisió Junior 2007 | Rotterdam  | Ahoy Arena          | Kim-Lian van der Meij i Sipke Jan Bousema |
| Festival de la Cançó d'Eurovisió Junior 2012 | Amsterdam  | Heineken Music Hall | Kim-Lian van der Meij i Ewout Genemans    |